# Porphyrinia aliena
Porphyrinia aliena är en fjärilsart som beskrevs av Kruger 1939. Porphyrinia aliena ingår i släktet Porphyrinia och familjen nattflyn. Inga underarter finns listade i Catalogue of Life.